# زوران لوكيتش
زوران لوكيتش (بالسويدية: Zoran Lukić)‏ هو مدرب كرة قدم ولاعب كرة قدم سويدي في مركز الوسط، ولد في 27 نوفمبر 1956 في سراييفو في البوسنة والهرسك. لعب مع أدميرا فاكر مودلينغ ونادي بريشتينا ونادي ساراييفو.

## وصلات خارجية
- زوران لوكيتش على موقع قاعدة بيانات كرة القدم.إي يو (الإنجليزية)
- زوران لوكيتش على موقع عالم كرة القدم.نت (الإنجليزية)